# Люсі Мартінкова
Люсі Мартінкова (чеськ. Lucie Martínková; нар. 19 вересня 1986) — чеська футболістка, нападниця. Виступала за національну збірну Чехії.

## Клубна кар'єра
У Люсі є сестра-близнючка Ірена Мартінкова, яка також була футболісткою та грала разом з нею у клубах та за збірну країни.
На батьківщині сестри виступали у складі празького клубу «Спарта». Також у їх кар'єрі був дворічний період у шведському клубі першого дивізіону «КІФ Еребру».
У 2004 році Люсі Мартінкова була визнана «Талантом року», а у 2012, 2013 та 2014 роках — найкращою футболісткою Чеської Республіки. 
З червня 2017 року Мартінкова була членом виконавчого комітету Футбольного союзу гравців, де відповідала за розвиток жіночого футболу. 
У 2023 році була назначена на посаду асистента тренера «Спарти» та жіночої збірної Чехії (U-19).

## Кар'єра в збірній
8 червня 2003 року Мартінкова дебютувала за жіночу збірну Чехії у товариському матчі проти збірної України.
1 грудня 2020 року домашній матч проти збірної Молдови у відбірі на Євро-2022 став для Люсі 100-м матчем за збірну в кар'єрі.

## Досягнення
Командні
- Чемпіонат Чехії
  -  Переможниця (7): 2005, 2010, 2011, 2012, 2018, 2019, 2021
- Кубок Чехії
  -  Переможниця (4): 2012, 2017, 2018, 2019

Індивідуальні
- Талант року (1): 2004
- Найкраща гравчиня Чехії (3): 2012, 2013, 2014
- Найкраща бомбардирка чемпіонату Чехії (3): 2014–15, 2020–21, 2021–22[5]